# Cầy cọ đảo Sulawesi
Cầy cọ đảo Sulawesi (Macrogalidia musschenbroekii) là một loài động vật có vú trong họ Cầy, bộ Ăn thịt. Loài này được Schlegel mô tả năm 1877.